# Ру (кулінарія)

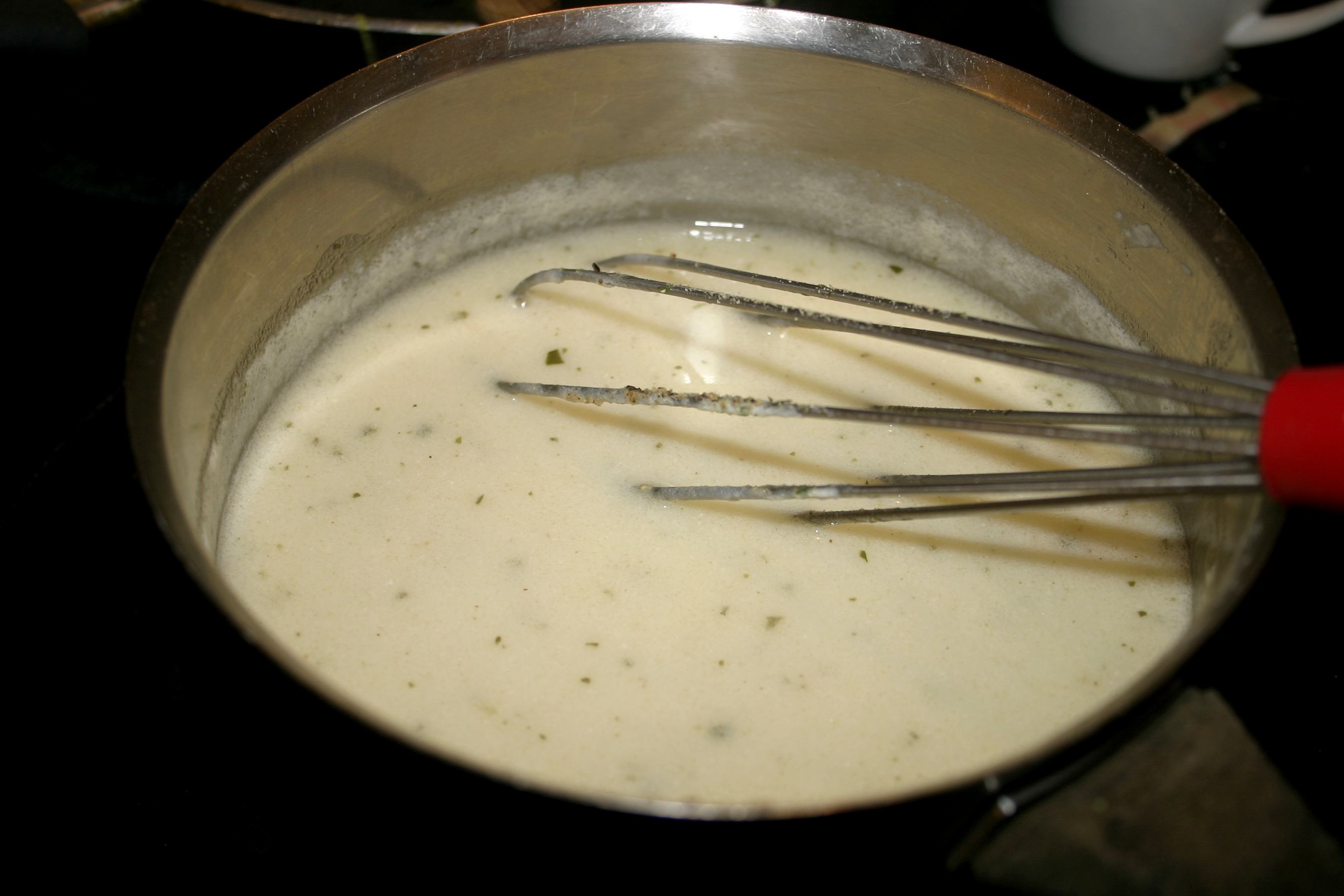
Соус на основі ру

Ру (фр. roux) — термічно оброблена суміш пшеничного борошна і жиру (як правило розтопленого вершкового масла). Використовується як загусник для соусів, супів і тушкованих страв. Є одним з основних компонентів для трьох з п'яти «материнських соусів» французької кухні, названих так Жоржом Оґюстом Ескоф'є, а саме: бешамель, велюте і еспаньйол.

## Ру в різних кухнях
Для приготування ру частіше всього використовують вершкове масло, рідше смалець (лярд) або рослинні жири і олії. Традиційно суміш включає однакові за вагою частини масла і борошна. В італійській кухні ру майже завжди готується з рівних частин вершкового масла і борошна. Кухня каджунів (французьких переселенців, яких британці вислали з канадської провінції Акаді до штату Луїзіана, США) передбачає замість масла використання олії. Ця суміш темно-коричневого кольору має кращі смакові якості, але як загусник є слабшою. Східно-європейська кухня використовує для приготування ру смалець (лярд) або олія замість вершкового масла (що називається: zapraska — словацькою, jíška — чеською, zasmażka — польською, rántás — угорською).

## Типи ру
- Біла ру (фр. roux blanc) — основними інгредієнтами є вершкове масло і пшеничне борошно, яке обсмажується на сковороді в олії або в духовці без зміни кольору.
- Золотиста ру (фр. roux blond) — готується як біла ру, але обсмажується довше — до золотистого кольору.
- Червона ру (фр. roux brun) — готується як біла ру, але обсмажується довше — до коричневого кольору, також до неї інколи додають м'ясний сік від смаження.

## Пропорції використання ру в соусах
Ру використовується для приготування соусів у наступних пропорціях:
- легкі соуси: 100 грамів ру на літр соусу
- соуси середньої густини: 130–150 г на літр
- густі соуси: 150–200 г на літр.